# Ponerorchis chrysea
Ponerorchis chrysea là một loài thực vật có hoa trong họ Lan. Loài này được (W.W.Sm.) Soó miêu tả khoa học đầu tiên năm 1966.